# Бейза
Бе́йза, орикс бейза (Oryx beisa) — африканська антилопа роду орикс (Oryx), поширена в північно-східній Африці.
Довжина тіла бейзи (без хвоста) 2,4 м, висота в холці 1,2 м, роги прямі, обернені назад, довжина до 1 м, є у самців і самок; забарвлення рудувато-буре з чорними смугами на голові, боках і кінцівках.
Живе невеликими стадами і парами на відкритих рівнинах.
Після 8½—10 міс. вагітності самиця народжує 1—2 малят.
Об'єкт мисливства; використовуються м'ясо, шкіра і роги.
В Асканії-Новій були спроби акліматизувати бейзу.